# Dom Igloo (Wrocław)
Dom Igloo – dom jednorodzinny, wybudowany przez polskiego architekta Witolda Lipińskiego w latach 1961–1967 we Wrocławiu przy ulicy Stanisława Moniuszki 33.
Budynek ma kształt półkolistego sklepienia o średnicy 10 metrów z dobudowanym pomieszczeniem w kształcie półwalca eliptycznego, w którym znajdują się garaż oraz pomieszczenie gospodarcze. Do domu również dobudowano oranżerię. Kopułę pokryto folią aluminiową oraz blachą.
Jednym z najbardziej znanych projektów architektonicznych Lipińskiego jest Wysokogórskie Obserwatorium Meteorologiczne na Śnieżce.

## Historia
Witold Lipiński urodził się w 1923 roku w Kosakach koło Łomży. W czasie II wojny światowej działał w Armii Krajowej w oddziale Jana Tabortowskiego „Bruzdy”. W 1946 roku przeprowadził się do Wrocławia i rozpoczął studia na Wydziale Architektury Politechniki Wrocławskiej. Studia ukończył w 1950 roku.
Na początku lat 60. XX wieku postanowił wybudować eksperymentalny dom jednorodzinny. Od samego początku budowy Lipiński miał problem ze zdobyciem materiałów. Ostatecznie pozyskał cegły na budowę domu z gruzów zbombardowanej podczas wojny niemieckiej kamienicy. Ze względu na nietypową konstrukcję architekt nie mógł znaleźć fachowców, więc zbudował dom w całości sam, a później zamieszkał w nim z rodziną.
Powierzchnia domu wynosi 75 m², dodatkowo w środku znajduje się ażurowa antresola o powierzchni 35 m².
Po śmierci Witolda Lipińskiego w 2005 roku dom zamieszkiwała jego żona Bożena Lipińska.
Od 2019 roku właścicielem domu jest wrocławski architekt Zbigniew Maćków, który planuje udostępnić dom dla zwiedzających po przeprowadzeniu jego renowacji.

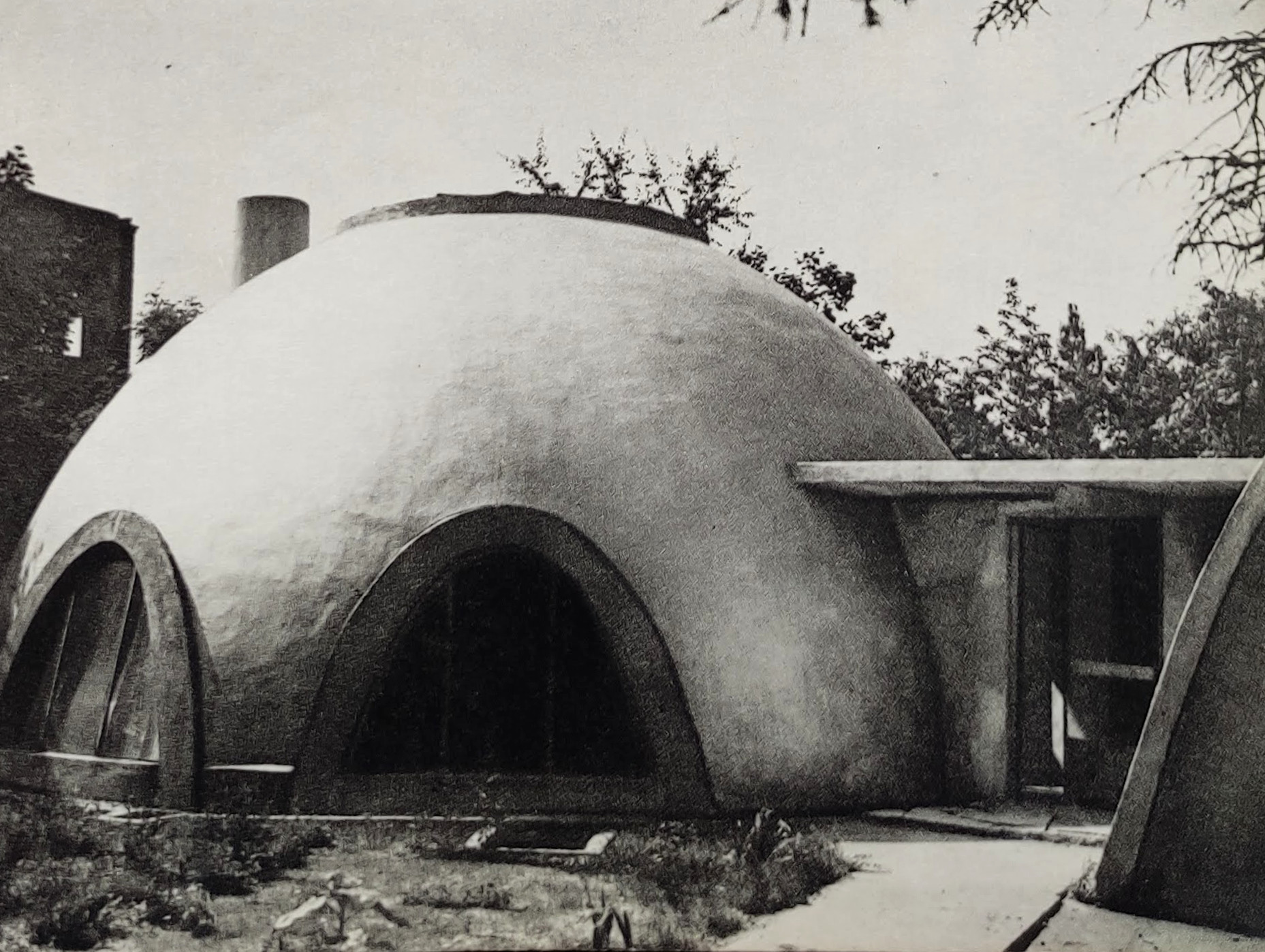
Zdjęcie z 1967 roku